# 31. zračnoobrambna artilerijska brigada (ZDA)
31. zračnoobrambna artilerijska brigada (izvirno angleško 31st Air Defense Artillery Brigade) je bila zračnoobrambna artilerijska brigada Kopenske vojske Združenih držav Amerike.